# Nyírbéltek
Nyírbéltek ist eine ungarische Großgemeinde im Kreis Nyírbátor im Komitat Szabolcs-Szatmár-Bereg.

## Geografische Lage
Nyírbéltek liegt ungefähr 20 Kilometer südlich der Stadt Nyírbátor. Nachbargemeinden sind Encsencs, Nyírlugos, Ömböly, Penészlek und Piricse.

## Gemeindepartnerschaften
- Ardud, Rumänien
- Beltiug, Rumänien
- Valea lui Mihai, Rumänien

## Sehenswürdigkeiten
- Griechisch-katholische Kirche Istenszülő születése, erbaut um 1800 (Spätbarock), erweitert 1875–1876
- Heldendenkmal (Hősi emlékmű), in Erinnerung an die Opfer der Ungarischen Revolution 1848/1849, des Ersten und Zweiten Weltkriegs sowie des Ungarischen Volksaufstandes 1956
- Römisch-katholische Kirche Nagyboldogasszony, ursprünglich im 13. Jahrhundert erbaut, 1777 teilweise umgebaut, um 1920 erweitert

## Verkehr
In Nyírbéltek treffen die Landstraßen Nr. 4903 und Nr. 4906 sowie die Nebenstraße Nr. 49133 aufeinander. Die nächstgelegenen Bahnhöfe befinden sich nördlich in Nyírbátor und westlich in Nyíradony.